# Európai Közösségek
Az Európai Közösségek (angolul: European Communities)
- 1967-től 1993-ig az Európai Szén- és Acélközösségnek (ESZAK), az Európai Gazdasági Közösségnek (EGK) és az Európai Atomenergia Közösségnek (Euratom) összefoglaló neve.
- 1993 óta új néven az Európai Közösség, az Euratom és az (időközben megszűnt) ESZAK közös neveként az Európai Unió három pillére közül az első.

## Története
Az 1965-ben Belgium, Franciaország, Hollandia, Luxemburg, az NSZK és Olaszország által aláírt Egyesítő szerződés alapján jött létre. Az EGK hamarosan a három közösség közül a legfontosabbá vált, ezért a későbbi szerződések kiterjesztették a hatáskörét a gazdaságon túli területekre is. 1992-ben a Maastrichti szerződés kivette az EGK nevéből a „gazdasági” jelzőt, és létrehozta belőle az Európai Közösséget, ugyanakkor az Európai Közösségeket Európai Unió három pillére közül az első, közösségi pillérré tette.
Az ESZAK-ot létrehozó 1951-es párizsi szerződés hatálya 2002. július 23-án lejárt, és mivel feleslegesnek ítélték, nem is próbálták megőrizni; kötelezettségei és jogai az Európai Közösségre szálltak.
| Aláírva Hatályban Szerződés   | 1948 Brüsszeli szerződés                                    | 1951 1952 Párizsi szerződés                 | 1954 1955 A brüsszeli szerződés módosítása  | 1957 1958 Római szerződés                   | 1965 1967 Egyesítő szerződés                | 1975 Az Európai Tanács döntése          | 1986 1987 Egységes Európai Okmány       | 1992 1993 Maastrichti szerződés         | 1992 1993 Maastrichti szerződés | 1997 1999 Amszterdami szerződés | 2001 2003 Nizzai szerződés | 2007 2009 Lisszaboni szerződés | 2007 2009 Lisszaboni szerződés |  |  |  |  |  |  |  |  |
|                               |                                                             |                                             |                                             |                                             |                                             |                                         |                                         |                                         |                                 |                                 |                            |                                |                                |  |  |  |  |  |  |  |  |
| Az Európai Unió három pillére |                                                             |                                             |                                             |                                             |                                             |                                         |                                         |                                         |                                 |                                 |                            |                                |                                |  |  |  |  |  |  |  |  |
| Európai Közösségek            |                                                             |                                             |                                             |                                             |                                             |                                         |                                         |                                         |                                 |                                 |                            |                                |                                |  |  |  |  |  |  |  |  |
|                               | Európai Atomenergia Közösség (EURATOM)                      |                                             |                                             |                                             |                                             |                                         |                                         |                                         |                                 |                                 |                            |                                |                                |  |  |  |  |  |  |  |  |
|                               |                                                             |                                             | Európai Szén- és Acélközösség (ESZAK)       | Európai Szén- és Acélközösség (ESZAK)       | Európai Szén- és Acélközösség (ESZAK)       | A szerződés 2002-ben hatályát vesztette | A szerződés 2002-ben hatályát vesztette | A szerződés 2002-ben hatályát vesztette |                                 | Európai Unió (EU)               | Európai Unió (EU)          |                                |                                |  |  |  |  |  |  |  |  |
|                               |                                                             |                                             | Európai Gazdasági Közösség (EGK)            | Európai Gazdasági Közösség (EGK)            | Európai Gazdasági Közösség (EGK)            |                                         |                                         | Európai Közösség (EK)                   | Európai Közösség (EK)           | Európai Unió (EU)               | Európai Unió (EU)          |                                |                                |  |  |  |  |  |  |  |  |
|                               |                                                             | TREVI-csoport                               | TREVI-csoport                               | Bel- és igazságügyi együttműködés (JHA)     |                                             |                                         |                                         | Európai Közösség (EK)                   | Európai Közösség (EK)           | Európai Unió (EU)               | Európai Unió (EU)          |                                |                                |  |  |  |  |  |  |  |  |
|                               | Rendőri és igazságügyi együttműködés büntetőügyekben (PJCC) | TREVI-csoport                               | TREVI-csoport                               | Bel- és igazságügyi együttműködés (JHA)     |                                             |                                         |                                         |                                         |                                 | Európai Unió (EU)               | Európai Unió (EU)          |                                |                                |  |  |  |  |  |  |  |  |
|                               | Európai Politikai Együttműködés (EPE)                       | Közös kül- és biztonságügyi politika (KKBP) | Közös kül- és biztonságügyi politika (KKBP) | Közös kül- és biztonságügyi politika (KKBP) | Közös kül- és biztonságügyi politika (KKBP) |                                         |                                         |                                         |                                 | Európai Unió (EU)               | Európai Unió (EU)          |                                |                                |  |  |  |  |  |  |  |  |
| Konszolidálatlan szervezetek  | Konszolidálatlan szervezetek                                | Nyugat-európai Unió (NYEU)                  | Nyugat-európai Unió (NYEU)                  | Nyugat-európai Unió (NYEU)                  | Nyugat-európai Unió (NYEU)                  | Nyugat-európai Unió (NYEU)              |                                         |                                         |                                 |                                 | Európai Unió (EU)          |                                |                                |  |  |  |  |  |  |  |  |
| Konszolidálatlan szervezetek  | Konszolidálatlan szervezetek                                | Nyugat-európai Unió (NYEU)                  | Nyugat-európai Unió (NYEU)                  | Nyugat-európai Unió (NYEU)                  | Nyugat-európai Unió (NYEU)                  | Nyugat-európai Unió (NYEU)              | Feloszlatva 2010-ben                    |                                         |                                 |                                 |                            |                                |                                |  |  |  |  |  |  |  |  |
|                               |                                                             |                                             |                                             |                                             |                                             |                                         |                                         |                                         |                                 |                                 |                            |                                |                                |  |  |  |  |  |  |  |  |